# Station Gdynia Cisowa Elektrowozownia
Station Gdynia Cisowa Elektrowozownia is een spoorwegstation in de Poolse plaats Gdynia.